# Опрокиднєв Борис Костянтинович
Борис Костянтинович Опрокиднєв (рос. Борис Константинович Опрокиднев; 5 жовтня 1921 — 2 квітня 1945)  — старший льотчик-спостерігач 511-го окремого розвідувального Ясського авіаційного полку (5-а повітряна армія,2-й Український фронт), Герой Радянського Союзу (1946), старший лейтенант.

## Життєпис
Народився 5 жовтня 1921 року в губернському місті Тюмень, РРФСР (нині — обласний центр Російської Федерації) в родині службовця. Росіянин.
З 1932 року разом з родиною мешкав у Свердловську, де здобув середню школу. У 1939 році вступив до Свердловського гірничого інституту, але того ж року був призваний до лав РСЧА. Дійсну військову службу розпочав у танкових військах. Закінчив школу молодших командирів. Згодом переведений до ВПС СРСР. У 1940 році закінчив Челябінське військове авіаційне училище льотчиків-спостерігачів.
Учасник німецько-радянської війни з листопада 1941 року. Воював у складі 511-го ближньобомбардувального авіаційного полку на Західному фронті, брав участь в обороні Москви.
У квітні 1942 року, після значних втрат, полк був виведений до Куйбишевської області, де був переформований у 511-й окремий розвідувальний авіаційний полк. Знову в діючій армії — з червня 1943 року. Літав у екіпажі старшого лейтенанта М. К. Савенкова. Воював у складі 5-ї повітряної армії Степового та 2-го Українського фронтів. Брав участь у Курській битві, Білгородсько-Харківській і Полтавсько-Кременчуцькій операціях, битві за Дніпро, Нижньодніпровській, Умансько-Ботошанській, Яссько-Кишинівській, Бухарестсько-Арадській і Будапештській наступальних операціях. Член ВКП(б) з 1944 року.
До серпня 1944 року старший льотчик-спостерігач 511-го окремого розвідувального авіаційного полку старший лейтенант Б. К. Опрокиднєв здійснив 110 успішних бойових вильотів на ближню розвідку військ і тилів супротивника на літакові Пе-2 та 3 бойових вильоти на літакові По-2. У ході цих вильотів загалом було зафотографовано площу у 42409 км². Брав участь у 5 повітряних боях, в ході яких збитий один винищувач супротивника. Всього ж здійснив 143 бойових вильоти.
2 квітня 1945 року під час виконання бойового завдання літак, у якому перебував Б. К. Опрокиднєв, був збитий. Загинув разом з екіпажем. Похований у передмісті Будапешта Пештсентльоринц.

## Нагороди
Указом Президії Верховної Ради СРСР від 15 травня 1946 року «за зразкове виконання бойових завдань командування на фронті боротьби з німецько-фашистськими загарбниками та виявлені при цьому відвагу і героїзм», старшому лейтенантові Опрокиднєву Борису Костянтиновичу присвоєне звання Героя Радянського Союзу (посмертно).
Нагороджений орденом Леніна (15.05.1946), двома орденами Червоного Прапора (03.09.1943, 09.06.1944), орденами Вітчизняної війни 1-го (23.07.1944) та 2-го (18.11.1943) ступенів, медаллю.

## Вшанування пам'яті
Ім'я Б. К. Опрокиднєва носить середня школа № 65 м. Єкатеринбурга (Росія). На будівлі школи встановлено меморіальну дошку, а у дворі школи — пам'ятник.
На пам'ятнику Героям — учням і викладачам єкатеринбурзького гірничого інституту викарбувано ім'я Б. К. Опрокиднєва.